# Zbójno (gromada)
Zbójno – dawna gromada, czyli najmniejsza jednostka podziału terytorialnego Polskiej Rzeczypospolitej Ludowej w latach 1954–1972.
Gromady, z gromadzkimi radami narodowymi (GRN) jako organami władzy najniższego stopnia na wsi, funkcjonowały od reformy reorganizującej administrację wiejską przeprowadzonej jesienią 1954 do momentu ich zniesienia z dniem 1 stycznia 1973, tym samym wypierając organizację gminną w latach 1954–1972.
Gromadę Zbójno z siedzibą GRN w Zbójnie utworzono – jako jedną z 8759 gromad na obszarze Polski – w powiecie rypińskim w woj. bydgoskim, na mocy uchwały nr 24/10 WRN w Bydgoszczy z dnia 5 października 1954. W skład jednostki weszły obszary dotychczasowych gromad Zbójno, Zbójenko, Rudusk, Adamki, Wielgie, Zosin, Ciepień i Klonowo ze zniesionej gminy Zbójno w tymże powiecie. Dla gromady ustalono 23 członków gromadzkiej rady narodowej.
1 stycznia 1956 gromadę włączono do nowo utworzonego powiatu golubsko-dobrzyńskiego w tymże województwie.
31 grudnia 1959 do gromady Zbójno włączono obszar zniesionej gromady Róże w powiecie golubsko-dobrzyńskim oraz wieś Podolina ze zniesionej gromady Stalmierz w powiecie lipnowskim w tymże województwie.
1 stycznia 1969 z gromady Zbójno wyłączono sołectwo Wielgie o ogólnej powierzchni 719,35 ha, włączając je do gromady Działyń w tymże powiecie.
1 stycznia 1972 gromadę Zbójno połączono z gromadą Działyń, tworząc z ich obszarów gromadę Zbójno z siedzibą Gromadzkiej Rady Narodowej w Zbójnie w tymże powiecie (de facto gromadę Działyń zniesiono, włączając jej obszar do gromady Zbójno).
Gromada przetrwała do końca 1972 roku, czyli do kolejnej reformy gminnej. 1 stycznia 1973 – tym razem w powiecie golubsko-dobrzyńskim – reaktywowano gminę Zbójno.